# Kirchdorf (powiat Kelheim)
Kirchdorf – miejscowość i gmina w Niemczech, w kraju związkowym Bawaria, w rejencji Dolna Bawaria, w regionie Ratyzbona, w powiecie Kelheim, wchodzi w skład wspólnoty administracyjnej Siegenburg. Leży około 15 km na południe od Kelheim.

## Demografia
| Rok  | Liczba mieszk. |
| ---- | -------------- |
| 1970 | 710            |
| 1987 | 735            |
| 2000 | 887            |

## Oświata
(na 1999)

W gminie znajduje się przedszkole (25 miejsc i 26 dzieci).